# 小點同緣蝽
小點同緣蝽（学名：Homoeocerus marginiventris）为緣蝽科同緣蝽屬下的一个种。